# Len Bradbury
Leonard "Len" Bradbury (juli 1914 i Northwich, Cheshire - 2007) var en engelsk fodboldspiller. Han blev for det meste brugt som angriber. Han spillede for Manchester United, Old Wittonians, Northwich Victoria og University of Manchester.